# Jupiter LIV
Jupiter LIV, désignation provisoire S/2016 J 1, est un satellite naturel extérieur de Jupiter. C'est le soixante-huitième satellite naturel découvert autour de la planète géante.
Jupiter LIV a été observé pour la première fois le 8 mars 2016 puis découvert par Scott Sheppard la même année. L'annonce de cette découverte, sous sa désignation provisoire S/2016 J 1, a lieu le 2 juin 2017 dans la Minor Planet Electronic Circular (MPEC) 2017-L08. Le satellite reçoit sa désignation permanente, Jupiter LIV, le 9 juin de la même année.
Il est possible qu'il s'agisse d'un membre extérieur du groupe d'Ananké bien qu'il ait une inclinaison bien moindre que les autres membres identifiés. S'il en est bien un membre, il mesurerait environ 3 kilomètres de diamètre.